# Jazzmobile
Jazzmobile ist eine US-amerikanische Jazz-Organisation, die 1964 gegründet wurde.
Die in New York City beheimatete Organisation Jazzmobile wurde 1964 von dem Pianisten, Jazzautor und Dozenten Billy Taylor gegründet. Seitdem organisierte Jazzmobile frei zugängliche Freiluft-Veranstaltungen, bei denen sie Jazzmusiker in den fünf Bezirken von New York City, Washington, D.C., Maryland, Virginia, Essex County, New Jersey und Westchester County sowie in einigen Städten im Staate New York präsentierte. Die Konzerte wurden von New Yorker Kulturbehörden wie dem State Council on the Arts und dem New York City Department of Cultural Affairs sowie weiteren Sponsoren und Stiftungen unterstützt, zu denen die Brauerei Anheuser-Busch, die ASCAP Foundation, die Louis Armstrong Educational Foundation und die Billy Taylor Foundation gehörten. Bei den Freiluftkonzerten stellte Jazzmobile fünf bis zehn Bands aus den Bereichen Afro-Latin und Jazz vor.
Jazzmobile verstand sich nicht als Mitglieder-Organisation; vielmehr sollten durch einen Multimedia-Ansatz der Verbindung unterschiedlicher Künste wie Musik, Tanz, Drama, Lyrik und Medien-Kunst Studenten die Möglichkeit erhalten, sich kreativ zu entfalten. Nach Taylor leitete Dave Bailey die Organisation zwischen 1973 und 2003. Produktionskoordinator war ab 1977 Johnnie Garry, der die Konzertreihen Jazzmobile Free Outdoors Summer Mobile und Philip Morris Super (Jazz) Band on Tour produzierte.
In den ersten Jahren des Programms spielten Musiker wie John Coltrane, Jimmy Heath, Dizzy Gillespie, Pharoah Sanders, Albert Ayler, Archie Shepp, Sun Ra, Horace Silver, Cecil Taylor und weitere afroamerikanische Musiker auf Nachbarschaftsfestivals.
1990 fand zu Ehren des Gründers Billy Taylor ein  Jazzmobile’s Tribute Concert im Rahmen des jährlichen JVC Jazz Festival statt, bei dem Nancy Wilson, das Ahmad Jamal Trio und das Terence Blanchard Quintett auftraten. Im Jazzmobile-Programm unterrichteten im Laufe seines Bestehens u. a. Stanton Davis, Kenny Dorham, Frank Foster, Billy Mitchell, Joe Newman, Jimmy Owens, Charli Persip, Benny Powell, Frank Wess, Chris White, Ernie Wilkins, Mary Lou Williams, Michele Hendricks, Charles Davis, Roland Guerrero und Ronnie Mathews. Zu den zahlreichen Studenten des Jazzmobile gehörten u. a. Roy Campbell, Wayne Escoffery und Talib Kibwe.
Inzwischen ist das musikpädagogische Programm von Jazzmobile zu einer gemeinnützigen Verlagsgesellschaft und Plattenfirma vergrößert worden.

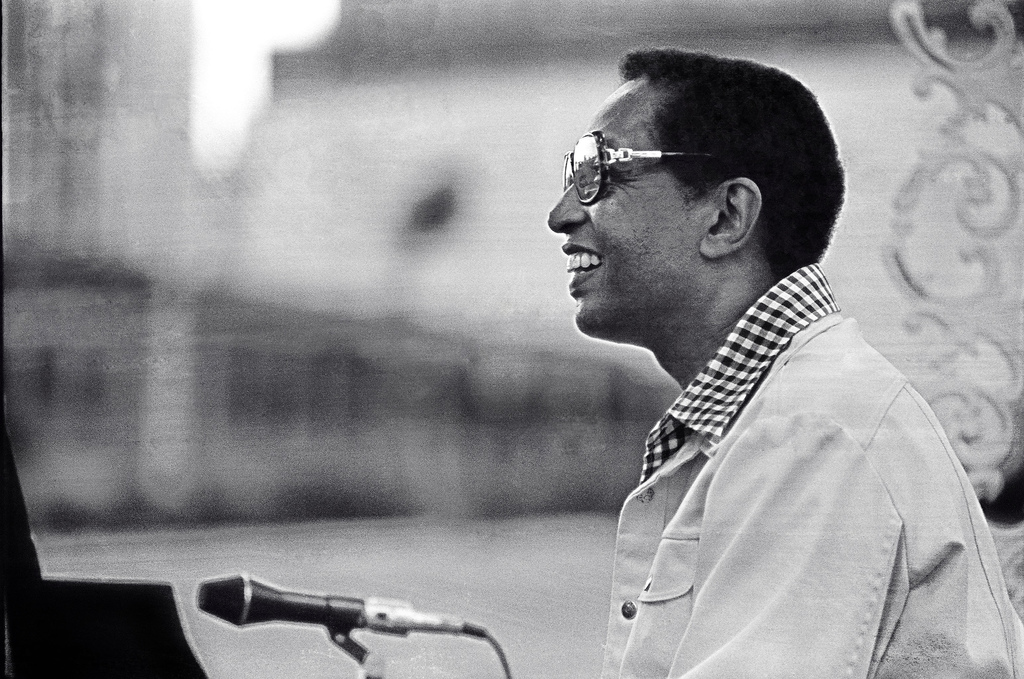
Billy Taylor 1977